# Саритогай (Кармакшинський район)
Саритога́й (каз. Сарытоғай) — станційне селище у складі Кармакшинського району Кизилординської області Казахстану. Входить до складу Жосалинського сільського округу.
Населення — 0 осіб (2021; 5 у 2009, 6 у 1999).